# Fondation royale pour les Œuvres sociales
La Fondation royale pour les Œuvres sociales (en grec moderne : Βασιλικό Ίδρυμα Πρόνοιας ou Βασιλική Πρόνοια), également connue sous le nom de Fonds de Sa Majesté, était une fondation grecque initialement créée en faveur des enfants victimes de la guerre civile. Mise en place en 1955 par la reine Frederika, elle est le prolongement du Comité de financement pour la protection des Provinces septentrionales fondé à l'initiative de la souveraine le 11 juillet 1947.
À l'origine, la Fondation royale pour les Œuvres sociales visait à mettre en place des « paidoupolis », c'est-à-dire des sortes de villages d'enfants destinés à accueillir les victimes de la guerre civile. Cependant, le retour de la majorité des enfants dans leurs familles dans les années 1950 a modifié les objectifs de l'institution. La Fondation royale s'est alors donnée pour but de créer des écoles, des programmes d'artisanat, des services publics, des crèches et des lieux de loisir dans les régions dévastées par la guerre civile.
La Fondation royale n'était pas liée directement à l'État grec mais elle bénéficiait d'appuis juridiques et financiers importants. Fortement critiquée par la classe politique à cause de l'opacité de sa gestion, la Fondation royale est devenue Fondation nationale peu avant la chute de la monarchie, en 1970. 
Depuis 2003, la Fondation Anne-Marie se présente comme une sorte de successeur à la Fondation royale.